# Loredana Nusciak
Loredana Nusciak, född 3 maj 1942, död 12 juli 2006, var en italiensk skådespelare och modell. 

## Filmografi (urval)
- 1961 – Una vita difficile
- 1962 - Los Siete espartanos
- 1965 – Här kommer bärsärkarna
- 1966 - Django
- 1967 - Tiffany memorandum
- 1968 - Vendetta per vendetta
- 1975 - Folle à tuer